# Cybocephalus palmarum
Cybocephalus palmarum is een keversoort uit de familie Cybocephalidae. De wetenschappelijke naam van de soort is voor het eerst geldig gepubliceerd in 1931 door Peyerimhoff.